# 코갈리마비아 항공
코갈리마비아 항공(러시아어: Авиакомпания Когалымавиа은 한티만시 자치구 코갈림에 위치했던 러시아의 과거 항공사로 메트로제트(Metrojet)라는 상호로 운영되어 왔으며 모스크바의 도모데도보 국제공항과 코갈림의 코갈림 국제공항을 허브 공항으로 이용했었다.

## 역사
1993년 설립된 항공사로 2005년에 콜라비아(러시아어: Kolavia)란 이름으로 국제선 서비스를 시작했다. 주로 휴양지 전세기 노선은 주로 취항하고 있다. 그 후 2012년 3월에 TUI 그룹이 이 회사를 인수하면서 현재의 사명으로 변경했다. 그러나 2015년 샤름엘셰이크 국제공항서 이륙하던 7K9268편이 공중 폭발, 추락하자 이로 인한 경제적 적자 심화로 2015년 12월 파산하게 되었다.

## 보유 기종
- 2016년 8월 기준으로 코갈리마비아 항공은 다음과 같은 기종을 보유하고 있다.[3]

### 퇴역 기종
- 에어버스 A320-200 2대
- 안토노프 An-24
- 투폴레프 Tu-134
- 투폴레프 Tu-154B
- 투폴레프 Tu-154M
- 에어버스 A321-200 5대 (4대는 판매, 1대는 추락)[4]

## 사건 및 사고
- 2015년 10월 31일, 이집트 시나이반도에서 코갈리마비아 항공 9268편이 추락하여 탑승객 224명이 전원 사망하는 사고가 발생하였다.